# Unior d.d.
UNIOR Kovaska industrija d.d. — производитель профессионального ручного инструмента, кованых изделий и промышленного оборудования; производитель изделий методом порошковой металлургии.
Штаб-квартира Unior расположена в городе Зрече (Словения).

## История
- 1919 — Инженеры Мирко Бремек и Вальтер Мах основали Штирийскую Железо-промышленную компанию в г. Зрече, где компания Unior расположена и по сей день. Завод занимался производством кованого инструмента для фермерства, угольной промышленности и ремесленников.
- 1947 — Восстановление завода после войны, переименование в «Фабрику кованого инструмента Зрече».
- 1950-е годы — Развитие двух направлений производства — кованых заготовок и ручного инструмента.
- 1970-е годы — Завод получает новое название «Unior, фабрика кованого инструмента Зрече». Развитие нового направления — туристического. Строительство горнолыжного курорта в Рогле, и Олимпийского центра в Похорье, а также спа-центра Терме в Зрече.
- 1980-е годы — Unior становится партнером Европейской автомобильной промышленности. Налажены поставки для таких компаний как BMW и Volkswagen.
- 1990-е годы — Увеличение экспорта ручного инструмента, создание обширной дистрибьюторской сети во всем мире.
- 1997 — Unior получает статус акционерной компании. Сертифицирование деятельности и продукции в соответствии со стандартами ISO 9001.
- 1998—2010 годы — Основание дочерних компаний в Греции, Италии, Испании, Германии, США, России, Австралии, Китае, Румынии.
- 2000—2010 годы — Приобретение 60 % акций сталелитейного комбината Store Steel d.o.o. Приобретение компании RTC Krvavec (туризм). Основание компании Unior Bionic d.o.o. по производству и продаже медицинского оборудования.

## Сегодня
Unior — один из крупнейших и важных словенских экспортеров. Сегодня в состав компании входят пять подразделений, специализирующиеся на следующих направлениях: ковочное производство, порошковая металлургия, ручной инструмент, станки. В группу компаний UNIOR входят 9 производственных предприятий, в т.ч. металлургический комбинат Store Steel, обеспечивающий производство собственным сырьем. Компания UNIOR осуществляет свою деятельность в соответствии с международной системой качества ISO 9001.

## Направления деятельности
Ручной инструмент

Производство слесарного ручного инструмента составляет более трети от общего объема производства Unior. Ассортимент профессионального инструмента Unior включает более 5000 наименований: гаечные ключи, торцевые головки и принадлежности к ним, шарнирно-губцевый инструмент, отвёртки, сантехнический мерительный, динамометрический, пневматический инструмент, инструментальная мебель, специализированный инструмент для обслуживания и ремонта автомобилей, велосипедов и мотоциклов.
Кованые заготовки

Производство кованых заготовок — старейшее направление деятельности, с которого началось становление и развитие компании в нынешнем виде. Продукция этого направления используется в автомобилестроении, при производстве металлических деталей, а также другими подразделениями завода Unior. Осуществляется горячая ковка стали, механическая обработка заготовок, холодная высадка.
Порошковая металлургия

Продукция данного направления востребована машиностроительными предприятиями и автомобильными производствами. Кроме того, изделия, изготовленные методом порошковой металлургии, используются при производстве бытовой техники, ручного и электроинструмента, промышленных компрессоров и гидравлики.
Станкостроение

Производственная программа включает создание станков для серийной обработки кованых заготовок или алюминиевых отливок. Программа включает разработку и изготовление:
- подвижных камер для обработки материала;
- карусельных станков;
- станков для глубокого сверления;
- станков для выполнения финишной обработки.

## В России
В 2005 г. в России было зарегистрировано ООО «Униор Профешнл Тулз» — дочернее предприятие и официальный представитель завода Unior d.d. Центральный офис и склад компании находится в Санкт-Петербурге, в Москве и Екатеринбурге расположены обособленные подразделения (офис и склад).

## Внешние ссылки
- Корпоративный сайт Unior Архивная копия от 22 ноября 2010 на Wayback Machine
- Сайт направления Порошковая металлургия Архивная копия от 24 июля 2011 на Wayback Machine